# Torbda maculiceps
Torbda maculiceps är en stekelart som först beskrevs av Cameron 1907.  Torbda maculiceps ingår i släktet Torbda och familjen brokparasitsteklar. Inga underarter finns listade i Catalogue of Life.